# Munatiana
Munatiana (łac. Dioecesis Munatianensis) – diecezja historyczna w Cesarstwie rzymskim w prowincji Byzacena, współcześnie w Tunezji. Obecnie katolickie biskupstwo tytularne.

## Biskupi tytularni
| Lp. | Biskup                     | Funkcja                                       | Od                   | Do                   |
| --- | -------------------------- | --------------------------------------------- | -------------------- | -------------------- |
| 1   | Dino Trabalzini            | biskup pomocniczy Rzymu (Włochy)              | 11 lutego 1966       | 28 czerwca 1971      |
| 2   | José Dalvit                | biskup pomocniczy Belo Horizonte (Brazylia)   | 5 października 1973  | 17 stycznia 1977     |
| 3   | Gerald Augustine John Ryan | biskup pomocniczy Rockville Centre (USA)      | 28 lutego 1977       | 4 czerwca 1985       |
| 4   | Wilhelm Schraml            | biskup pomocniczy Ratyzbony (Niemcy)          | 7 stycznia 1986      | 13 grudnia 2001      |
| 5   | Joseph Mitsuaki Takami     | biskup pomocniczy Nagasaki (Japonia)          | 7 lutego 2002        | 17 października 2003 |
| 6   | Gonzalo Restrepo Restrepo  | biskup pomocniczy Cali (Kolumbia)             | 12 grudnia 2003      | 11 lipca 2006        |
| 7   | Thomas Chung An-zu         | biskup pomocniczy Tajpej (Tajwan)             | 31 października 2006 | 24 stycznia 2008     |
| 8   | Brian Dunn                 | biskup pomocniczy Sault Sainte Marie (Kanada) | 16 lipca 2008        | 21 listopada 2009    |
| 9   | Milton Tróccoli            | biskup pomocniczy Montevideo (Urugwaj)        | 27 listopada 2009    | 15 czerwca 2018      |
| 10  | Ronald Hicks               | biskup pomocniczy Chicago (USA)               | 3 lipca 2018         | 17 lipca 2020        |
| 11  | Robert Lombardo            | biskup pomocniczy Chicago (USA)               | 11 września 2020     |                      |